# Launceston Elliot
Launceston Elliot (Kaladgi, Raj Britànic, 9 de juny de 1874 – Melbourne, Austràlia, 8 d'agost de 1930) fou un esportista escocès, guanyador de dues medalles olímpiques. Esportista versàtil, Elliot destacà en halterofília, tot i que també practicà la lluita grecoromana, l'atletisme i la gimnàstica artística.

## Biografia
Launceston Elliot fou concebut a la ciutat de Launceston, a Tasmània, Austràlia, i per això li posaren aquest nom, però poc abans de néixer la seva família es traslladà a l'Índia, i ell acabà naixent a Kaladgi, a l'estat de Karnataka. La seva família formava part de l'aristocràcia escocesa, amb Gilbert Elliot-Murray-Kynynmound, Lord Minto com a cap de família i fortes connexions amb l'Índia.
El 1887 el seu pare renuncià a la seva feina a l'Índia i portà la família a Anglaterra, on tirà endavant una explotació agrícola a Essex. Launceston, amb 13 anys, tenia una constitució física excepcional i ben aviat quedà influït per les arts d'Eugen Sandow fins a convertir-se en un talentós aixecador. El gener de 1891, amb 16 anys, va tenir una destacada actuació en el primer campionat britànic que es va fer al Cafè Monico, a Piccadilly, Londres. Tres anys més tard seria el vencedor del Campionat, al Royal Aquarium, Westminster.

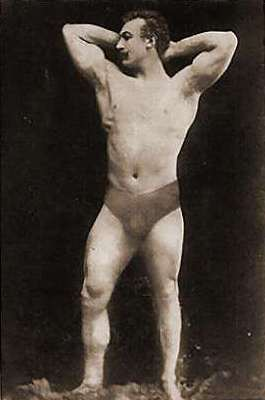
Launceston Elliot en una postal de 1910

L'èxit aconseguit engrescar al jove Elliot a viatjar a Atenes el 1896 per participar en els primers Jocs Olímpics moderns. En aquells anys no hi havia unes normes unitàries acceptades per tothom en halterofília. Al programa d'aquells Jocs l'aixecament a dos braços fou la primera de les proves i després d'una llarga lluita el danès Viggo Jensen i Elliot aixecaren 111,5 kg, però el Príncep Jordi va premiar al danès per haver aixecat el pes amb un millor estil, amb la qual cosa Elliot s'hagué de conformar amb la medalla de plata. Sense descans es va disputar la segona de les proves, l'aixecament amb un braç. En aquesta prova Elliot aixecà 71 kg. sense dificultats, mentre Jensen, que s'havia lesionat en intentar aixecar 112,5 kg. en la prova anterior, sols pogué aixecar 57 kg, amb la qual cosa Elliot es convertí en el primer campió olímpic de la Gran Bretanya.
Elliot també disputà altres tres proves. En els 100 metres llisos del programa d'atletisme, fou tercer de la seva sèrie i quedà eliminat. En la lluita grecoromana fou superat en la primera ronda per Carl Schuhmann, posteriorment vencedor. En escalada de corda quedà en la darrera posició.
Després de la seva victòria a Atenes va establir quatre nous rècord als Campionats Amateur de 1899. El 1900 participà en els Jocs Olímpics de París en la prova de llançament de disc, que finalitzà en 11a posició amb un millor llançament de 31 metres. Aquell any no hi hagué proves d'halterofília als Jocs. El 1905 passà al professionalisme.
Després de retirar-se de la vida esportiva Elliott s'establí en una granja a Anglaterra durant alguns anys, fins que el 1923 es va traslladar a Melbourne, Austràlia, on morí l'agost de 1930.